# Lido de París

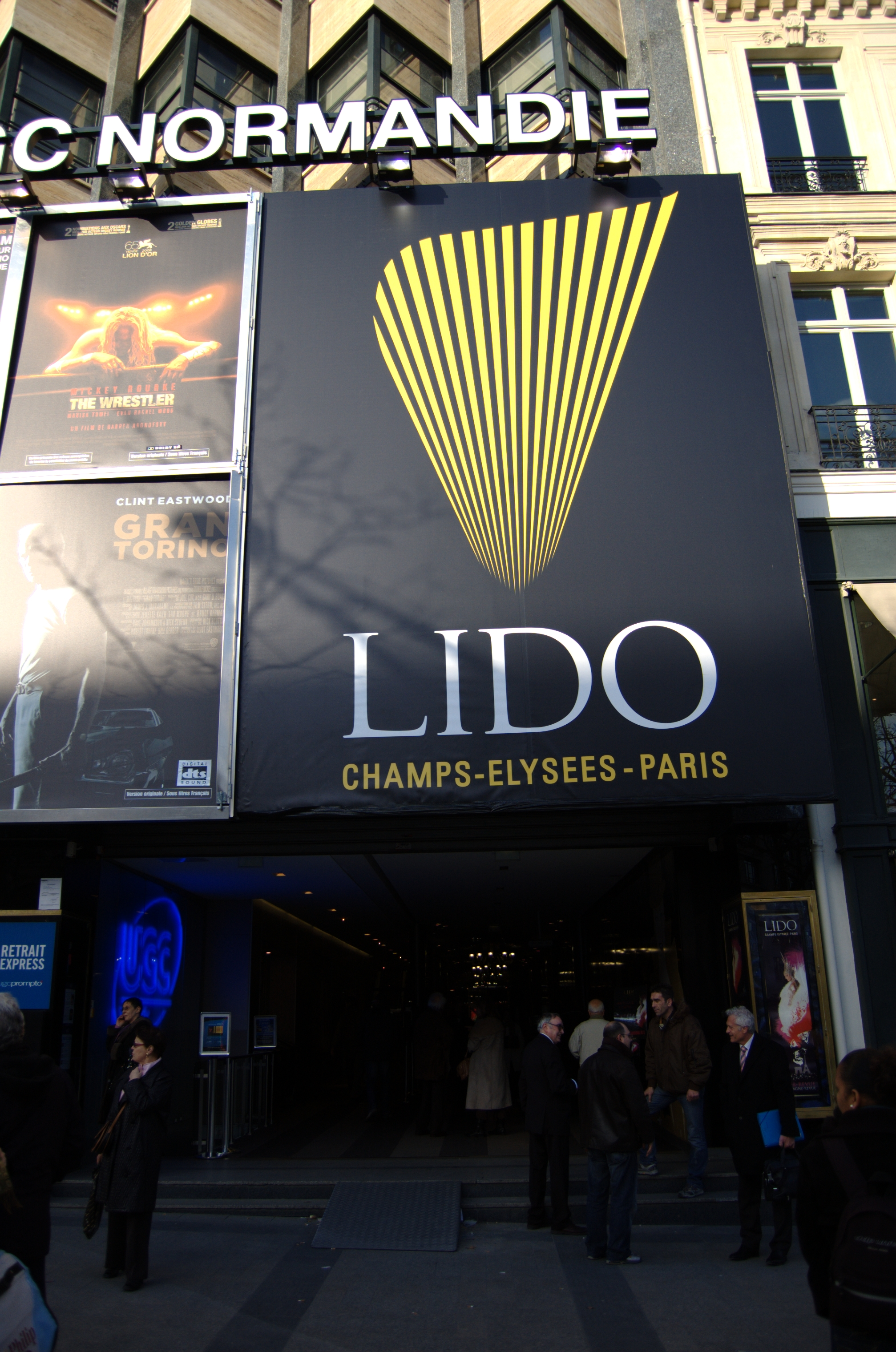
Fachada del Lido.

El Lido de París es un cabaré situado en los Campos Elíseos de París, Francia. Es conocido por sus exóticos espectáculos incluyendo bailarines, cantantes y otros artistas. Nombres famosos que han actuado allí incluyen: Édith Piaf, Siegfried & Roy, Sylvie Vartan, Johnny Hallyday, Maurice Chevalier, Marlene Dietrich, Nélida Lobato ,Eartha Kitt, Josephine Baker, las gemelas Kessler, Elton John, el Gordo y el Flaco, Dalida, Shirley MacLaine, Mitzi Gaynor, Juliet Prowse y Noël Coward.

## Historia
Fundado por Joseph y Louis Clérico, el Lido abrió sus puertas el 20 de junio de 1946. El Lido fue precedido por una playa artificial en el sótano de una casa de la década de 1920, que ejercía como un club nocturno/casino en las últimas horas de la noche.
En 1955, tras una visita del director de entretenimiento del Stardust Resort & Casino de Las Vegas, los hermanos Clérico junto con Donn Arden llevaron al Lido a Las Vegas. Esto comenzó una serie de importaciones de espectáculos de cabaré parisinos a Las Vegas: Folies Bergère al Tropicana, Nouvelle Eve a El Rancho Vegas y Casino de París al Dunes. La edición Stardust del Lido cerró en 1992.
El Lido se trasladó en 1977 a la Normandía en los Campos Elíseos.
En 2006, Sodexo, empresa internacional de servicios de alimentación, compró el Lido e invirtió 24 millones de euros en el desarrollo de su actual espectáculo.
El 30 de julio de 2022, el Lido cerró sus puertas definitivamente con el último pase de su revista "Paris Merveilles"

## Espectáculo
El Lido fue cerrado desde el 2 de diciembre de 2014 hasta el 2 de abril de 2015, mientras se preparaba una nueva versión del espectáculo. La nueva versión fue desarrollada por Franco Dragone. Cada versión del Lido se compone de 10-20 escenas y se ejecuta durante una hora y media. Dos programas se ejecutan todos los días de la semana. Una cena de preshow se ofrece con el espectáculo de primera noche de cada día a un costo adicional.
Cada espectáculo del Lido presenta a cantantes y bailarines, que incluyen siempre a las famosas Bluebell Girls. Algunas bailarinas, coristas y cantantes principales destacados pueden ser agregados. 
La escena de apertura o «tema» da la bienvenida a la audiencia y da el tono para la noche. También puede establecer el esquema de color para el show y cuenta con efectos especiales y de iluminación. La música puede ser original o una mezcla de canciones populares actuales mezcladas con música de Broadway o películas de Hollywood; a menudo el número de apertura es un popurrí de estilos y los artistas pueden cambiar trajes varias veces. Entre los números de producción, destacan los actos de «vodevil/cabaret», como malabaristas, acróbatas o magos. Al menos una escena cuenta con efectos de agua - otra cosa por la que el Lido es conocido. El escenario en sí puede ser subido y bajado, puede cambiar en una pista de hielo o piscina, y puede presentar elaboradas piezas. El número de cierre a menudo cuenta con un número llamado «Merci Beaucoup» (que aparece en el programa de televisión Shirley MacLaine at the Lido de Paris).

## Bluebell Girls

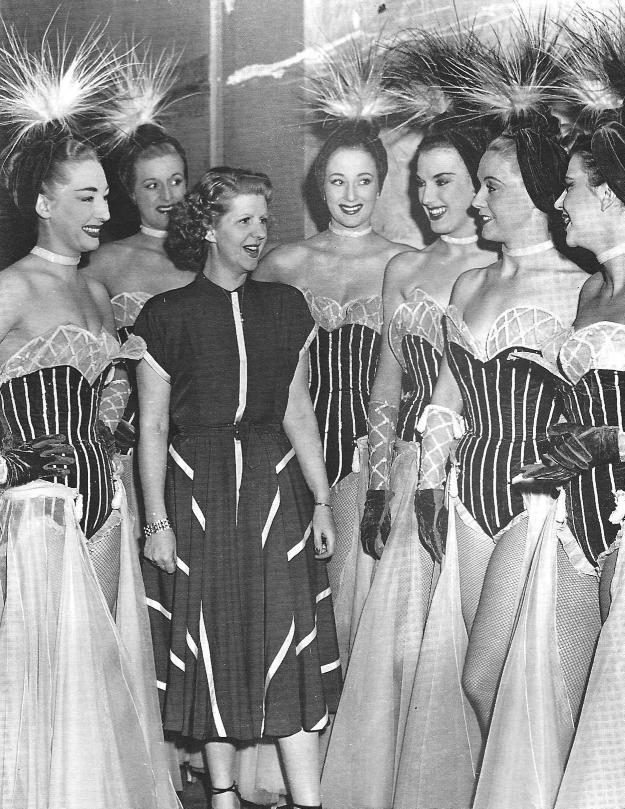
Margaret Kelly con las Bluebell Girls en 1948.

Fundadas por Margaret Kelly, también conocida como Miss Bluebell, las bailarinas del Lido son conocidos como las Bluebell Girls. Hasta el retiro de Kelly en 1986, cada bailarina era seleccionada a mano por Kelly. Luego las bailarinas estuvieron bajo la dirección de Pierre Rambert hasta su retiro en diciembre de 2014. El elenco proviene de todo el mundo, y se destacan por su altura estatuaria, con un promedio de altura de 1,80 m. Mientras muchas de las intérpretes en los espectáculos son francesas, un gran número provienen del Reino Unido y muchas de las intérpretes altas que pueden alcanzar los 1,80 m sin tacones provienen de Sudáfrica y los Estados Unidos.
Con la caída de la Unión Soviética, coristas y bailarinas de formación clásica ahora vienen de Ucrania y muchos otros exestados soviéticos.

## Historia de la producción
Cada pocos años, el Lido desarrolla una nueva versión de su espectáculo. Anteriormente el espectáculo cambiaba con más frecuencia, ahora cada iteración puede funcionar durante varios años hasta que la gerencia sienta que haya terminado su curso y una nueva producción es necesaria. Cada espectáculo puede tomar millones de dólares para desarrollarse. Los siguientes son los títulos de cada espectáculo producido por el Lido:
- 1946: Sans rimes, ni raisons
- 1946: Mississipi
- 1947: Made in Paris
- 1948: Confetti
- 1949: Bravo
- 1950: Enchantement
- 1951: Rendez-vous
- 1953: Voilà
- 1954: Désirs
- 1955: Voulez-vous
- 1956: C’est Magnifique
- 1957: Prestige
- 1959: Avec Plaisir
- 1961: Pour vous
- 1962: Suivez moi
- 1964: Quelle nuit
- 1966: Pourquoi pas
- 1969: Grand Prix
- 1971: Bonjour la nuit
- 1973: Grand Jeu
- 1977: Allez Lido
- 1981: Cocorico
- 1985: Panache
- 1990: Bravissimo
- 1994: C’est Magique
- 2003: Bonheur
- 2015: Paris Merveilles[8]

Se han creado además espectáculos infantiles para Navidad.

## El Lido en los medios
Las Bluebell Girls aparecieron en un episodio 1960 de Close-Up, un programa televisivo canadiense transmitido en CBC.
Numerosos clips de varios de los shows de los últimos 20 años e incluso videos completos de todos los números de producción de algunas ediciones están disponibles en YouTube.